# Labradormantis guilbaulti
Labradormantis guilbaulti — викопний вид богомолів вимерлої родини Baissomantidae, що існував у пізній крейді (100 млн років тому). Описаний у 2021 році.

## Назва
Родова назва Labradormantis перекладається як «Лабрадорський богомол». Видова назва L. guilbaulti вшановує Жана-П'єра Гібо, директора Музею палеонтології та еволюції Квебеку.

## Скам'янілості
Викопні відбитки комахи знайдено у відкладеннях формації Редмонд, за 16 км від міста Шеффервіль у провінції Ньюфаундленд і Лабрадор в Канаді. Голотип складається з двох неповних передніх крил, кожен із втраченим клавусом, разом із двома фрагментарними ногами. Паратип складається з двох майже повних задніх крил, майже повного переднього крила, метаторакса та ізольованих сегментів ніг.